# Alexander McQueen
Alexander McQueen (17 de març de 1969 - 11 de febrer de 2010) fou un famós dissenyador de moda anglès.

## Biografia

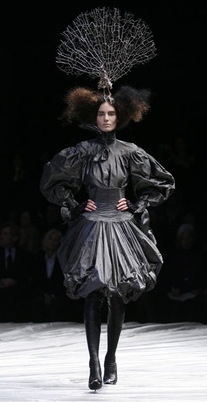
Disseny d'Alexander McQueen

Va néixer al barri d'East End de Londres, fill d'un taxista i el petit de 6 germans. Des de petit va començar a dissenyar roba per a les seves tres germanes i ja llavors tenia clara intenció de convertir-se en dissenyador. Es va graduar en la prestigiosa escola Saint Martins College of Art & Design de Londres. El seu talent no va passar desapercebut per als sastres Anderson & Sheppard del tradicional carrer Savile Row, que li van oferir incorporar-se a la signatura. D'aquí va passar a treballar per Romeo Gigli i Koji Tatsuno, abans d'obrir el seu estudi a East London.
Després de crear la seva pròpia marca comercial, McQueen va començar a fer-se conegut en els diaris britànics gràcies a uns dissenys trencadors recolzats per una petita però fidel clientela entre la qual s'incloïen figures destacades del món de la moda, com l'estilista Isabella Blow.
L'octubre de 1996, McQueen va guanyar el premi al millor dissenyador de l'any (Best British Designer of the Year). Uns dies més tard va ser nomenat successor de John Galliano al capdavant de l'equip de disseny de la casa Givenchy, gràcies a la seva "brillant creativitat i mestria tècnica". El 1997, any en què creà quatre col·leccions per Givenchy i dues per a la seva pròpia marca, McQueen va compartir el guardó al millor dissenyador britànic de l'any amb John Galliano.
L'any 2000 es va casar amb George Forsyth i el desembre del mateix any la prestigiosa marca Gucci va adquirir les accions majoritàries de la seva empresa. Això li va permetre desvincular-se de la marca Givenchy i LVMH que, segons les seves paraules, limitava la seva creativitat. La seva imatge d'"enfant terrible", juntament amb la seva creativitat i mestria en el tall, el van convertir en un dels més grans i polèmics dissenyadors de la història de la moda. La seva pujada al poder va ser un conte de fades per mèrits propis. L'estil de McQueen es caracteritzava per la brutalitat temperada amb lirisme. Els seus dissenys tenien un estil pel qual es van deixar seduir des de Björk fins a l'actual Duquessa de Westminster.
La influència de talls angulars i agressius té el seu origen en el figurinista de la MGM Adrian, Christian Dior i Thierry Mugler. El 2003 va llançar al mercat el seu primer perfum, Kingdomi una col·lecció de roba per a home feta a mida produïda per la sastreria Huntsman, de la londinenca Savile Row. El2004, es va donar a conèixer per primera vegada a la passarel·la deMilà la seva col·lecció prêt-à-porter masculina.
McQueen va presentar les seves col·leccions a la Setmana de la moda de París i compta amb botigues a les principals ciutats del món.

### Mort
L'11 de febrer de 2010 va ser trobat mort al seu domicili londinenc als 40 anys. La policia va ser informada a les 10:20 i el seu cos fou retirat a les 4.30pm. L'oficina de McQueen va confirmar la notícia: "És una tràgica pèrdua. No farem comentaris en aquest moment per respecte a la família McQueen". La mort de la seva mare havia ocorregut només 10 dies abans de la seva mort. En la seva pàgina de Twitter, McQueen havia mostrat la seva tristesa per la mort de la seva mare. La seva mentora, la icona de la moda Isabella Blow, s'havia suïcidat justament tres anys abans, en vigílies de la Setmana de la Moda de Londres.